# Чернецкое (Московская область)
Чернецкое — деревня в Сергиево-Посадском районе Московской области, в составе муниципального образования Сельское поселение Шеметовское (до 29 ноября 2006 года входила в состав Константиновского сельского округа).

## Население
| 2002 | 2006 | 2010 |
| ---- | ---- | ---- |
| 10   | ↘6   | ↗14  |

## География
Чернецкое расположено примерно в 32 км (по шоссе) на север от Сергиева Посада, на безымянном притоке реки Вытравка (левый приток реки Дубны), высота центра деревни над уровнем моря — 184 м. Деревня связана автобусным сообщением с райцентром и соседними населёнными пунктами.